# California State Route 254
A State Route 254 (SR 254 ou CA Route 254), também conhecida pelo nome Avenue of the Giants (em português:  Avenida dos Gigantes) é uma rodovia estadual no norte da Califórnia, Estados Unidos, que passa pelo parque estadual de Humboldt Redwoods. A estrada começa na U.S. Route 101 perto de Phillipsville e segue em sentido norte por 50,85 km (31,597 mi) até chegar à U.S. Route 101 em Stafford. Até 27 de agosto de 1960, a rodovia fazia parte da US 101, quando um desvio da rodovia foi concluído, assumindo a designação 101. A rodovia foi então designada como CA Route 254.

## Descrição da rota
O extremo sul da rodovia fica ao norte de Garberville e o extremo norte fica a 24 km (14,9 mi) ao sul de Fortuna. A rodovia é notável pelas sequoias-costeiras, que ofuscam a estrada e cercam a área. Foi a partir dessas árvores imponentes que a rodovia recebeu o nome de Avenue of the Giants. A estrada fica ao lado do rio Eel e conecta várias pequenas cidades como Phillipsville, Miranda, Myers Flat, Burlington, Weott, Englewood, Redcrest e Pepperwood. A estrada de duas pistas tem uma série de áreas de estacionamento, locais de piquenique e atrações para os visitantes. O rio próximo fornece muitos locais de natação, como os do bosque da floresta de Rockefeller.
A SR 254 não faz parte do Sistema Nacional de Rodovias, uma rede de rodovias que são consideradas essenciais para a economia, defesa e mobilidade do país pela Administração Rodoviária Federal. SR 254 é elegível para ser incluído no Sistema Estadual de Rodovias Panorâmicas, mas não é oficialmente designado como uma estrada panorâmica pelo Departamento de Transportes da Califórnia.

## Galeria

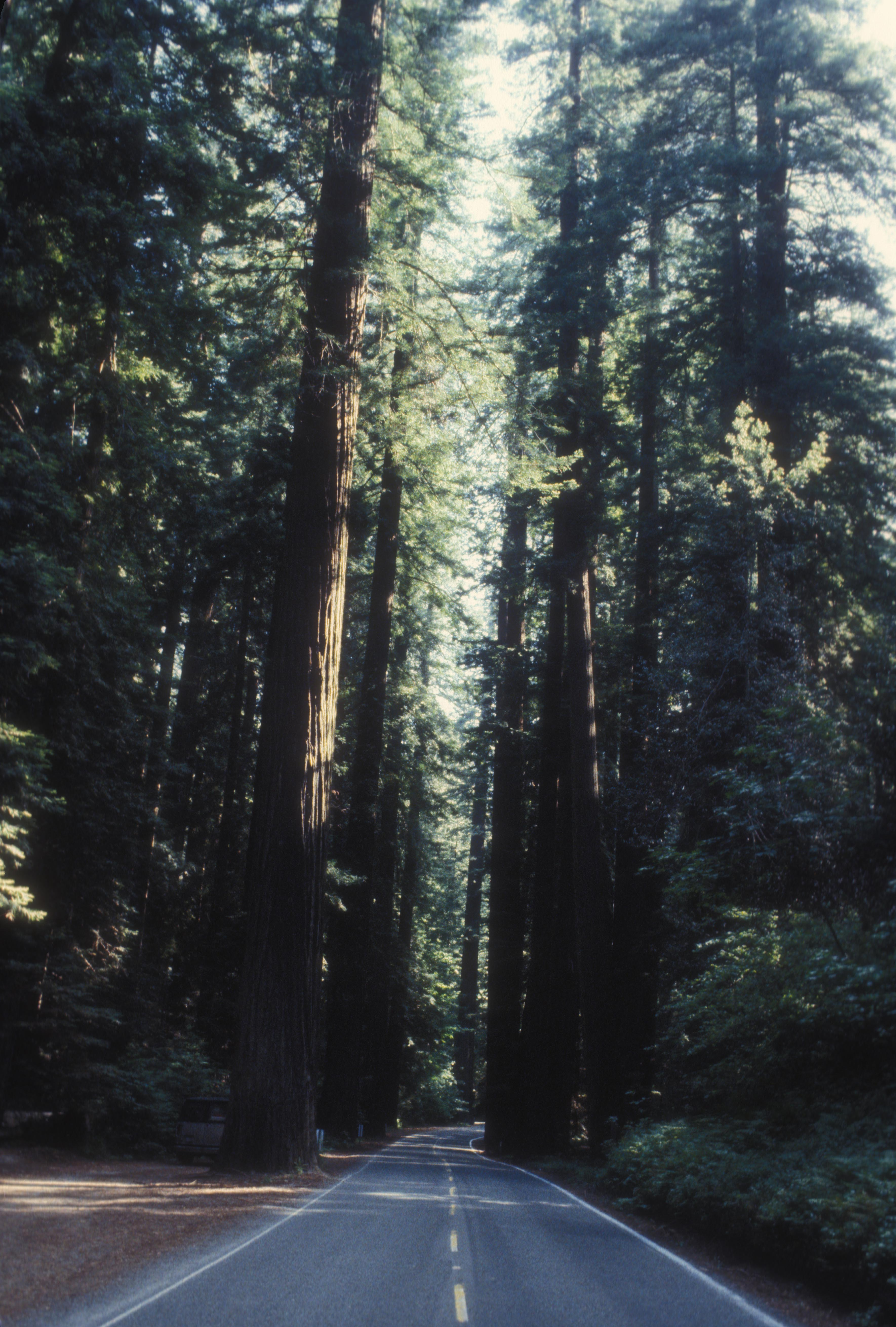
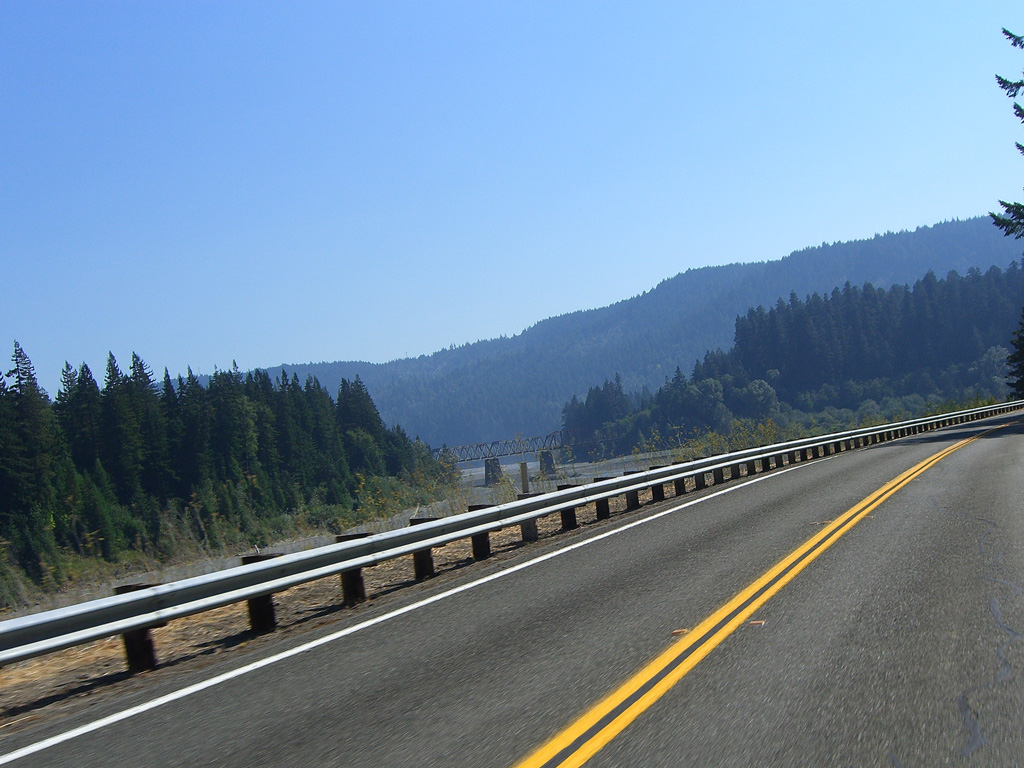
Rio Ell visto parcialmente da rodovia
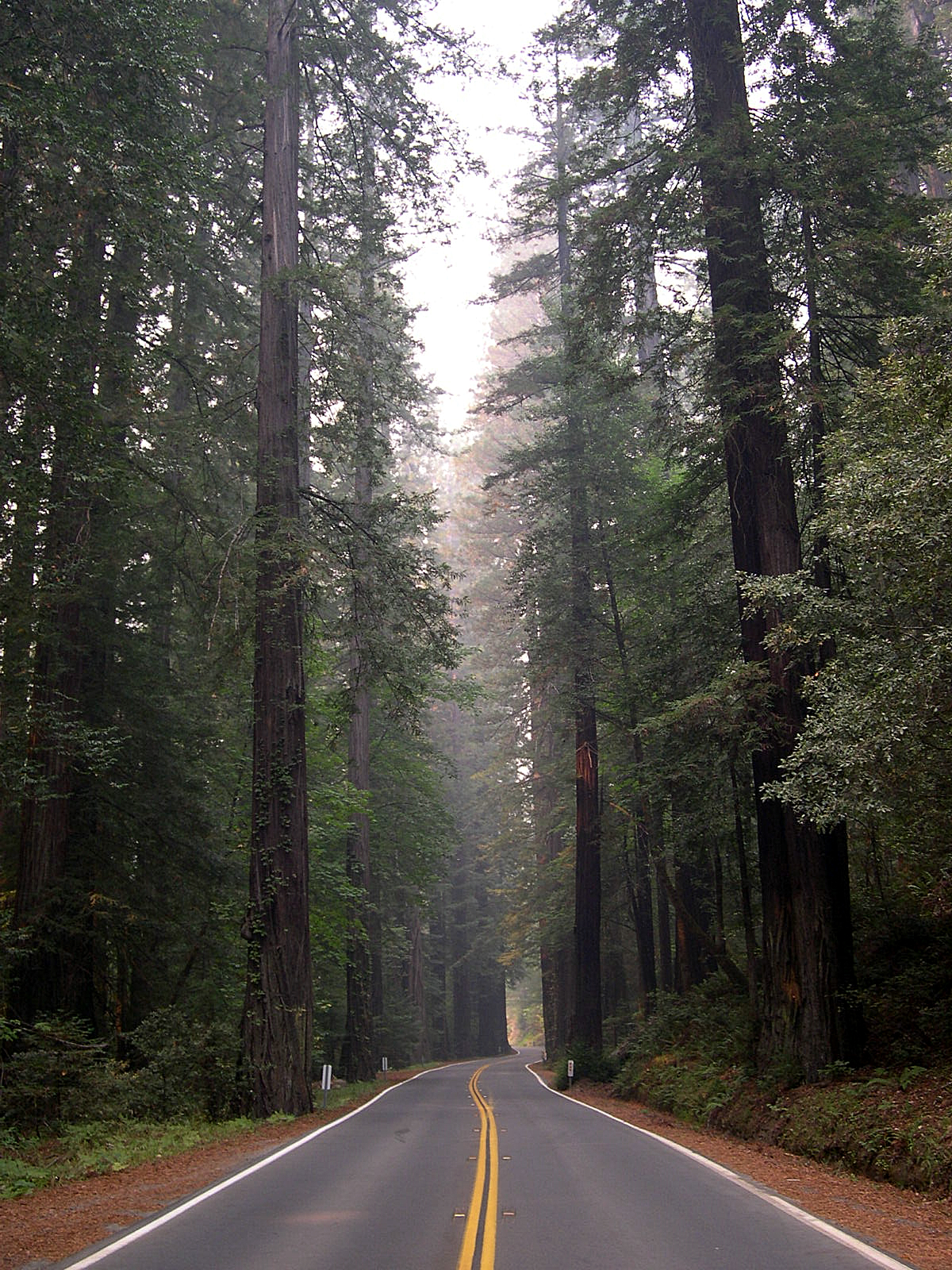
Rodovia no meio das sequoias